# Felix Erbert
Jan-Felix Erbert (9. června 1918 – 2006?) byl československý sportovní plavec německé národnosti, účastník olympijských her 1936.
Závodnímu plavání se věnoval v Jablonci nad Nisou v německém sportovním klubu SK Poseidon Gablonz. Specializoval se na trať 200 m prsa. V roce 1936 reprezentoval Československo na olympijských hrách v Berlíně. Na 200 m prsa zaznamenal dílčí úspěch postupem z rozplaveb do semifinále. Sportovní kariéru ukončil po letní sezoně 1938.